# Одалрік (граф Барселони)
Одалрік або Одалріх (*д/н —859) — граф Барселони у 852—858 роках, граф Аргенгау і Лінсгау.

## Життєпис
Походив з дому правителів Швабії. Син Гумфріда I, маркграфа Істрії, та Інгельтруди (доньки Біго, графа Паризького). Його брати обіймали значні посади у Фріульській марці. Перша згадка щодо Одальріка відноситься до 846 року, коли він обіймав посаду графа Реції. У 852 році він отримав титул графа Барселони і Нарбонни, а також маркіза Готії.
У 854 році Одальрік надав підтримку західно-франкському королю Карлу II Лисому під час походу проти бунтівної Аквітанії. У 855 році в Ліможі брав участь у коронації сина Карла Лисого — Карла III як короля Аквітанії.
У 856 році за згодою з кордовським еміром Мухаммада I володар Сарагоси — Муса ібн-Муса Бану-Касі — атакував на Барселону і захопив кілька замків, зокрема Терасса. Одальрік не зміг чинити йому суттєвий опір, що не завадило йому зберегти графський титул.
У 857 році Одальрік приєднався до Піпіна II Аквітанського і Людовика II Німецького, що виступили проти Карла Лисого. За зраду сюзеронові Одалріка у 858 році було позбавлено титулу графа Барселони. Замість нього призначено Гумфріда.
859 року він знову поклявся у вірності Карлу, але титулу назад не отримав. Отримав від Людовика Німецького титули графа Аргенгау і Лінсгау, але незабаром після цього помер.